# MILW EP–2
A MILW EP–2 sorozat egy amerikai villamosmozdony-sorozat volt. Összesen 5 db-ot épített a General Electric belőle a Chicago, Milwaukee, St. Paul and Pacific Railroad részére.